# 동결 건조

동결 건조

냉동 건조(冷凍 乾燥) 또는 동결 건조(凍結 乾燥)는 식품 등의 보존이나 운반을 편하게 하기 위해서 수분을 빼는 공법이다. 물체를 얼린 다음에 주위의 기압을 낮춰서 고체 상태의 물이 기체로 승화할 수 있게 한다. 승화한 수분은 장치 안의 냉각기 쪽으로 끌려간다.
이렇게 수분이 줄어들게 되면 세균이나 효소가 작용할 수 없게 되고, 수분의 접촉을 막는다면 식품 등을 상온에서 몇 년 동안 보존할 수 있게 된다. 냉동 건조는 높은 온도로 처리하는 다른 건조 방식보다 영양분이나 세포 조직을 덜 손상시킨다. 영상에서 승화할 수 있도록 기압을 조절하고 수분을 2~5% 정도로 남겨 놓음으로 파괴를 최소화할 수 있다. 또한 수용액을 냉동 건조시키면 얼음이 있던 자리에 미세한 기포가 생기게 되는데, 이 때문에 수분을 만났을 때 빠르게 녹을 수 있어서 약을 만들기에 유리하다.
하지만 이 방법은 수증기가 빠져 나가는 데 드는 시간이 오래 걸리고 기압을 낮추고 냉각기를 돌리는 데에 드는 에너지 소모가 크다는 단점이 있다.
우주 비행사들이 먹는 아이스크림은 동결 건조한 것이다. 산행을 하는 사람들은 음식이 가벼울수록 편하기 때문에 냉동 건조 식품을 선호한다. 라면 스프나 인스턴트 커피는 동결 건조로 만든 것이다. 약학에서 유용하게 쓰이고 수해를 입은 책을 복원할 때에도 쓰인다.

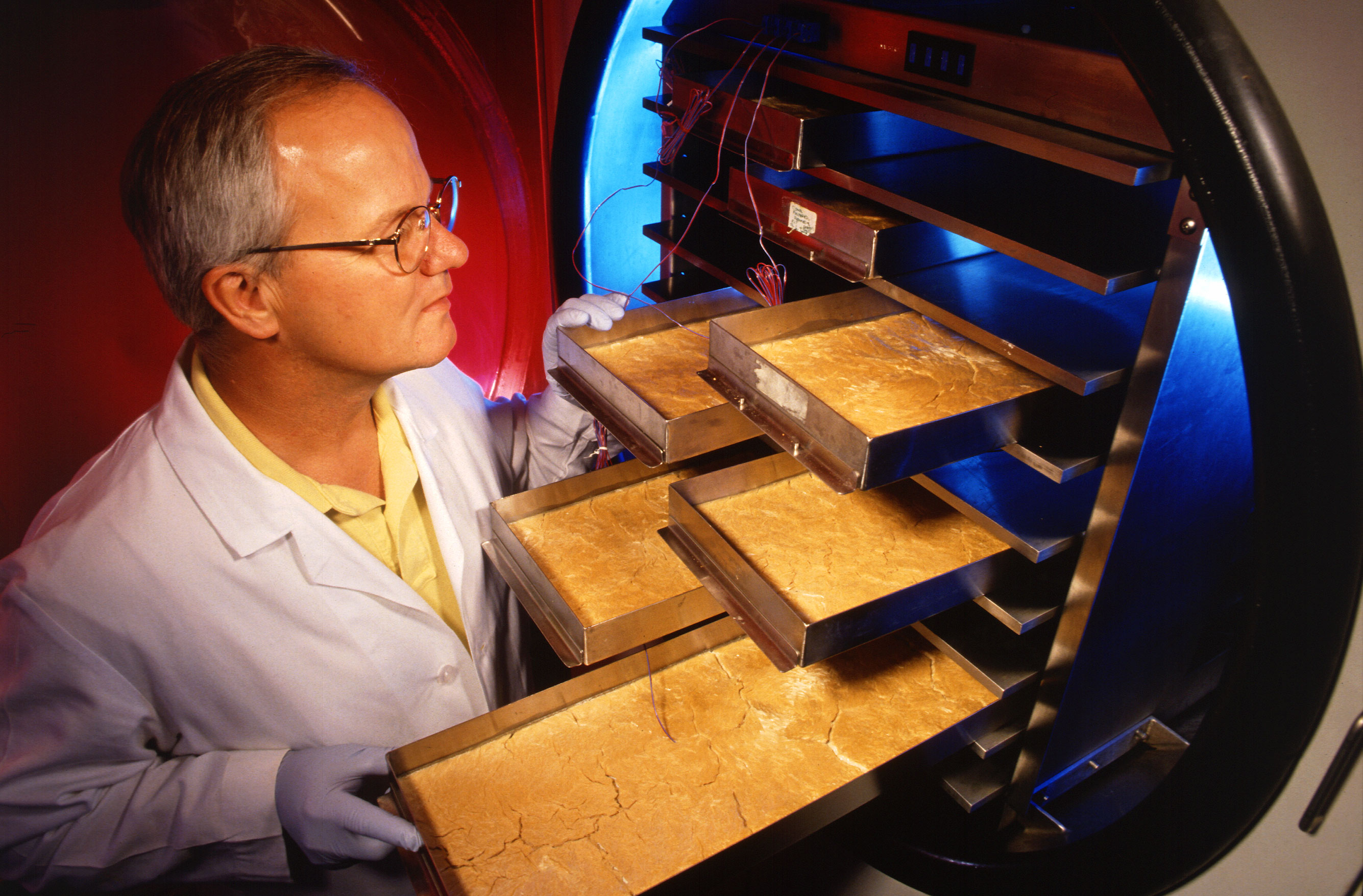
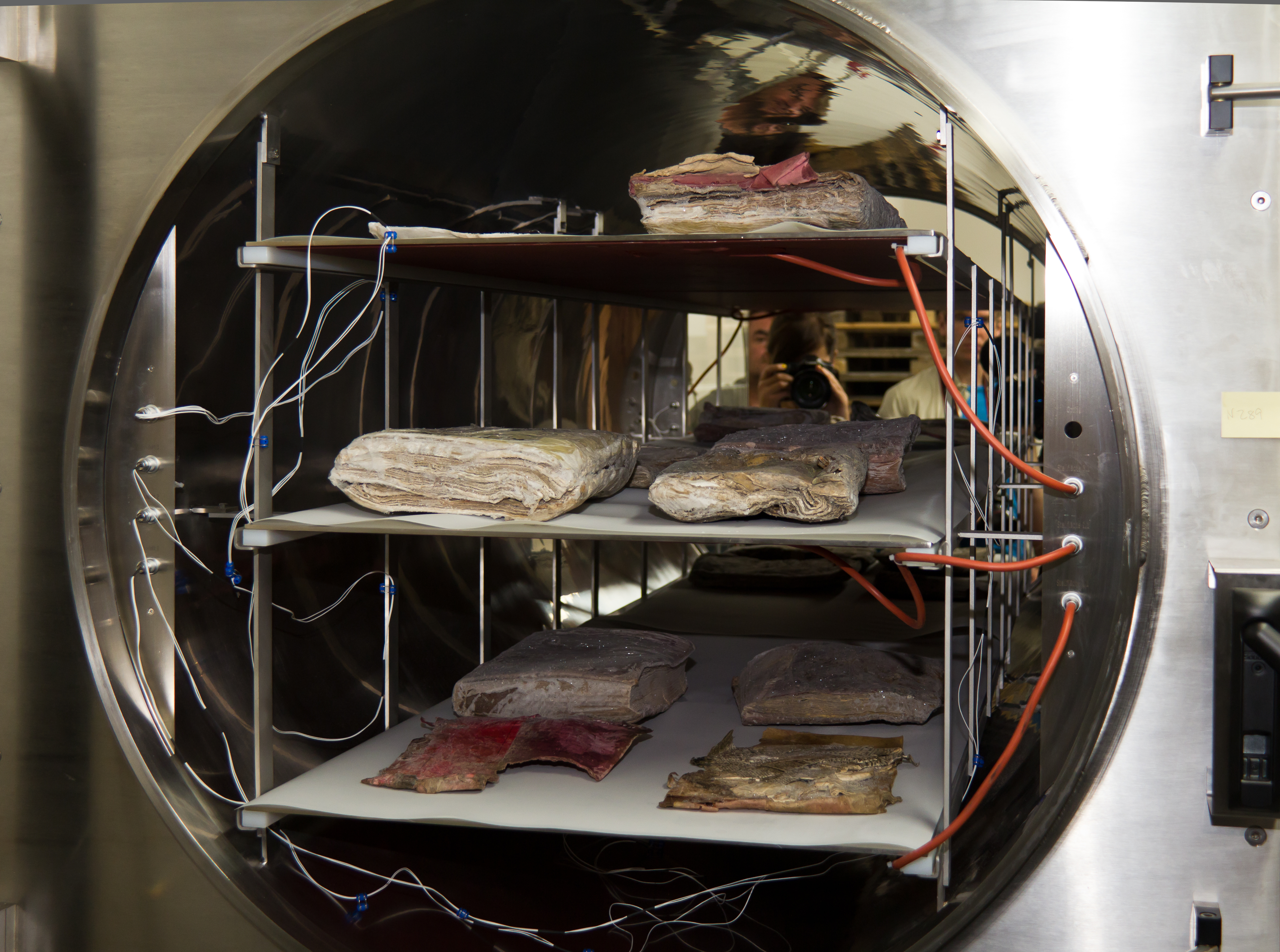
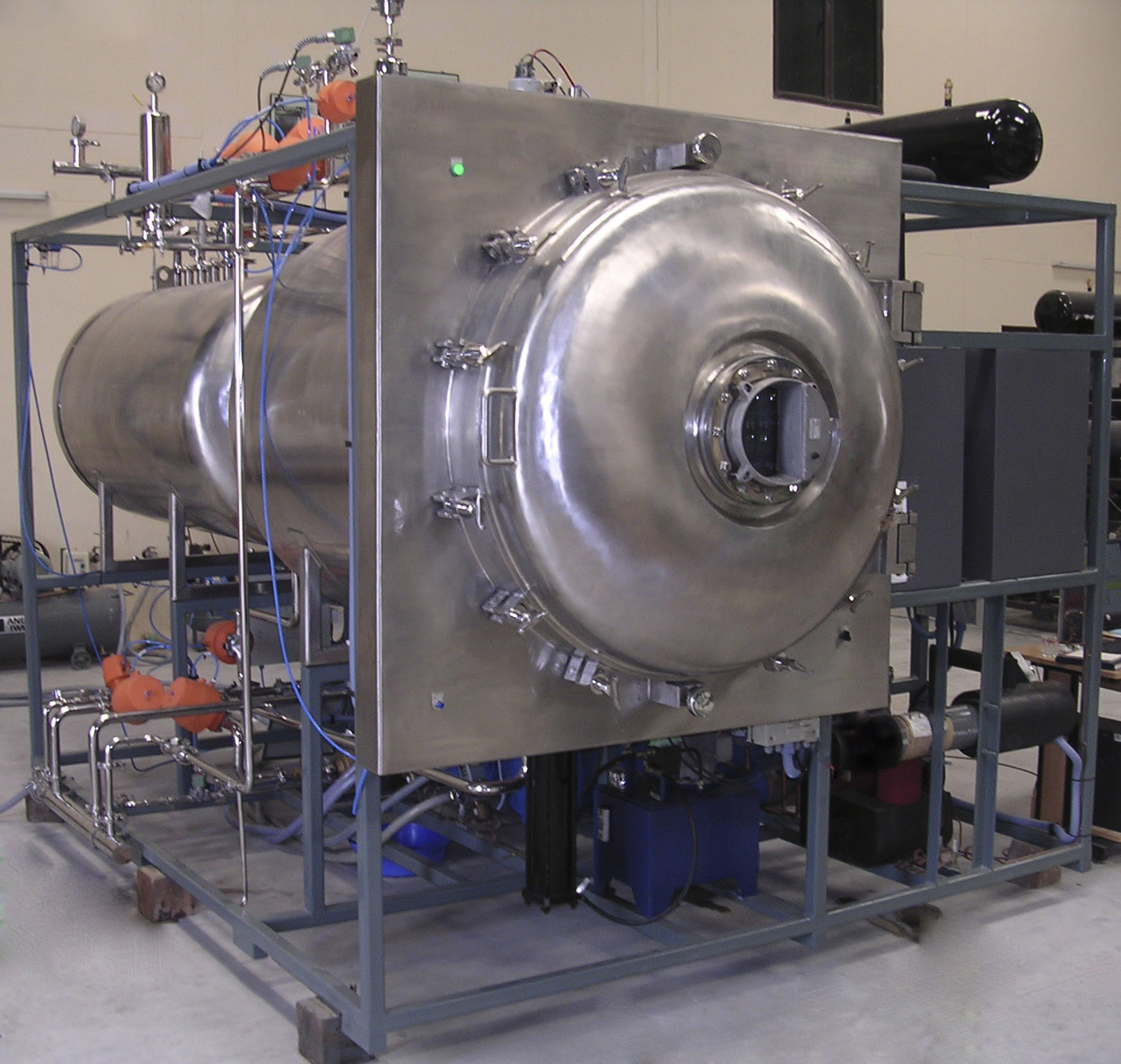
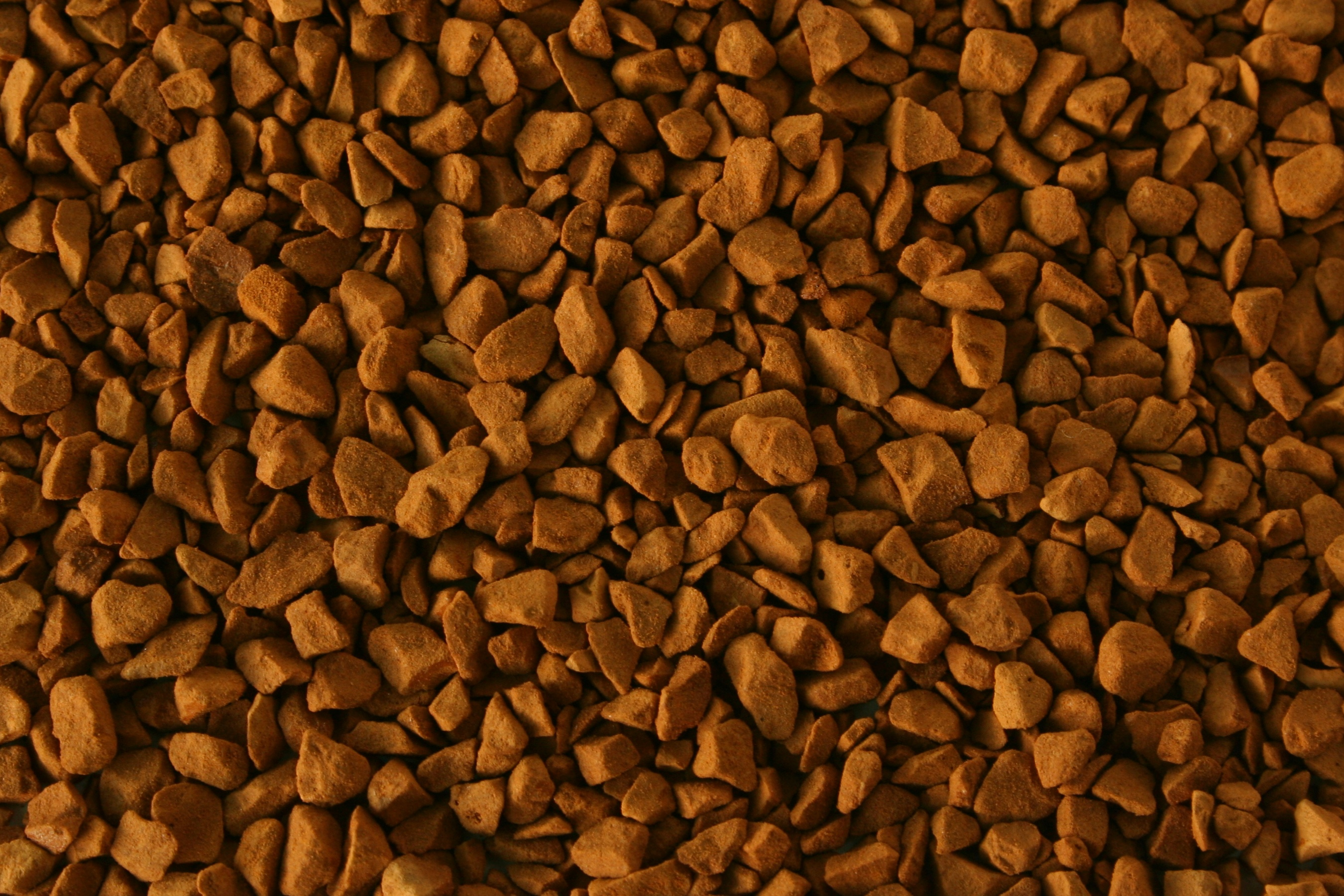
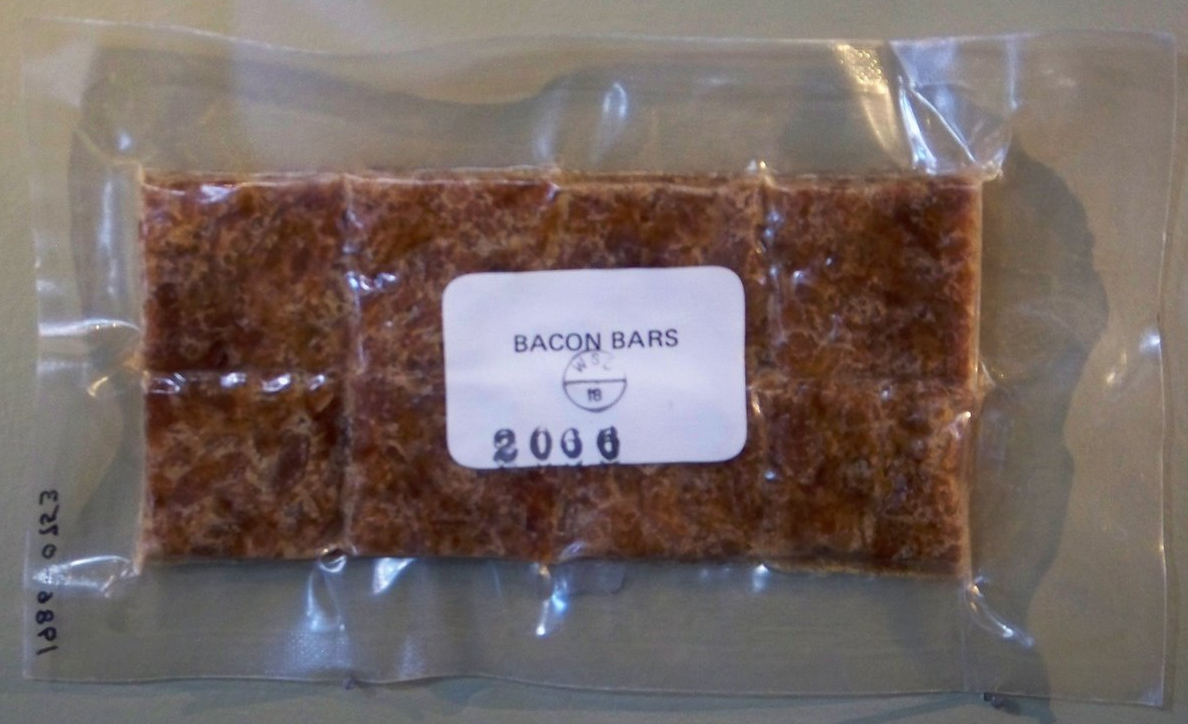

## 같이 보기
- 건조

라면 스프에 있는 야채를 건조시킬 때 이용된다.